# Kill My Doubt
Kill My Doubt (с англ. — «разбей мои сомнения») — седьмой мини-альбом (EP) южнокорейской гёрл-группы Itzy, выпущенный 31 июля 2023 года лейблами JYP Entertainment, Republic Records и Dreamus, через восемь месяцев после выпуска Cheshire (2022).

## История
В 2022 году Itzy выпустила свои пятый и шестой мини-альбомы. Пятый альбом группы, Checkmate, вышел 15 июля и сопровождался одноименным мировым турне, которое длилось с августа 2022 года по апрель 2023 года. Во время турне Itzy выпустила шестой мини-альбом, Cheshire, 30 ноября.
Оба альбома были коммерчески успешными, однако песня «Sneakers» подверглась жёсткой критике. Звучание Cheshire критики посчитали большим шагом вперёд, хотя промо-сингл «Boys Like You» был раскритикован за чрезмерно инфантильный текст.
Сразу после выпуска Cheshire квинтет начал работу над следующим релизом. Впервые о работе над новым альбомом упомянула Чхэрён в интервью американской передаче Good Day New York 22 мая 2023 года. 18 июня Чосон ильбо объявил о том, что новый альбом выйдет летом и станет первым релизом группы за семь месяцев. На следующий день фанаты разместили напротив офиса JYP Entertainment грузовики с протестными лозунгами, требуя лучшего отношения к себе и маркетинга для группы. Вскоре JYP официально анонсировала седьмой мини-альбом группы, названный Kill My Doubt, посредством тизер-трейлера. После выпуска трейлера были опубликованы трек-лист альбома и дальнейшие планы на его продвижение. Несмотря на это, протесты продолжились.

## Список композиций
| №                   | Название              | Длительность |
| ------------------- | --------------------- | ------------ |
| 1.                  | «Bet on Me»           | 3:19         |
| 2.                  | «Cake»                | 3:18         |
| 3.                  | «None of my Business» | 3:22         |
| 4.                  | «Bratty» (나쁜애)     | 2:42         |
| 5.                  | «Psychic Lover»       | 2:44         |
| 6.                  | «Kill Shot»           | 2:16         |
| Общая длительность: | Общая длительность:   | 17:41        |

## Коммерческий успех
По данным Hanteo Chart, за первые сутки после выпуска альбома было продано более 318,000 его копий.
| Регион                                                      | Сертификация | Продажи    |
| ----------------------------------------------------------- | ------------ | ---------- |
| Республика Корея (KMCA)                                     | Миллионный   | 1 000 000^ |
| ^ Данные о тиражах приведены только на основе сертификации. |              |            |

## Награды
| Год  | Церемония          | Награда              | Результат | Ссылка |
| ---- | ------------------ | -------------------- | --------- | ------ |
| 2024 | Golden Disc Awards | Best Album (Bonsang) | Номинация | [ 15 ] |